# Dicranota vajra
Dicranota (Rhaphidolabis) vajra là một loài ruồi trong họ Pediciidae. Chúng phân bố ở vùng Indomalaya.